# Giorgio Guglielmo di Brandeburgo-Bayreuth
Giorgio Guglielmo di Brandeburgo-Bayreuth (Bayreuth, 26 novembre 1678 – Bayreuth, 18 dicembre 1726) fu un membro della casata di Hohenzollern e margravio di Brandeburgo-Bayreuth.

## Biografia
Egli fu il quinto, ma il primo maschio tra i sopravvissuti, dei sei figli del Margravio Cristiano Ernesto di Brandeburgo-Bayreuth e della sua seconda moglie, la Duchessa Sofia Luisa di Württemberg. Prima della sua nascita, fue sue sorelle gli erano premorte entro il primo anno di età, ed il suo unico fratello, nato nel 1679, visse solo per poco tempo.
Giorgio Guglielmo succedette al padre come Margravio di Bayreuth alla sua morte, il 20 maggio 1712. Brillantemente instradato alla carriera militare, si distinse in molte battaglie al fianco delle schiere delle truppe imperiali. Fu proprio in occasione di uno di questi scontri che egli venne gravemente ferito a Landau da una palla di moschetto, ferita da cui non si riprese mai completamente. Nella sua giovinezza, come Margravio Ereditario, egli creò i sobborghi di St. Georgen am See, attuale parte del distretto di Bayreuth, progettandone le abitazioni ed ogni minima struttura in stile barocco, aggiungendovi anche un incantevole castello al centro del lago locale, dove si svolgevano anche delle battaglie navali che facevano parte dei divertimenti della sua corte e che comprendevano imbarcazioni di notevoli dimensioni (superiori a 18 metri di lunghezza). Il 17 novembre 1705, egli creò l'Ordine dell'Aquila Rossa, detto in seguito Ordine della Sincerità, celebrato ancora oggi con splendide iniziative. L'Ordine passò in seguito a collazione della chiesa locale, che ancora oggi è chiesa madre dell'ordine cavalleresco ed ospita ancora gli stemmi dei cavalieri aderenti.
Egli fu anche un valente cacciatore. Costruì anche il Museo dell'Hermitage di Bayreuth ed il Castello di Neustädtlein. Sotto l'aspetto militare, implementò la potenza e lo sviluppo dell'esercito al proprio servizio.

## Matrimonio ed eredi
A Lipsia, il 16 ottobre 1699 Giorgio Guglielmo sposò la Duchessa Sofia di Sassonia-Weissenfels (1684-1752), dalla quale ebbe cinque figli:
1. Cristiana Sofia Guglielmina (6 gennaio 1701 - 15 luglio 1749).
2. Eberardina Elisabetta (13 gennaio 1706 - 3 ottobre 1709).
3. Cristiano Guglielmo (14 novembre-16 novembre 1706).
4. Cristiano Federico Guglielmo (7 giugno-9 giugno 1709).
5. Francesco Adolfo Guglielmo (nato e morto il 7 giugno 1709), gemello di Cristiano Federico Guglielmo.

Deceduto senza eredi, Giorgio Guglielmo cedette la propria eredità al cugino Giorgio Federico Carlo, già Margravio di Kulmbach.

## Ascendenza
|                                           |                                  |                                           | Genitori                               |  |  | Nonni |  |  | Bisnonni                          |  |  | Trisnonni                       |  |
|                                           |                                  |                                           |                                        |  |  |       |  |  | Cristiano di Brandeburgo-Bayreuth |  |  | Giovanni Giorgio di Brandeburgo |  |
|                                           |                                  |                                           |                                        |  |  |       |  |  | Cristiano di Brandeburgo-Bayreuth |  |  | Giovanni Giorgio di Brandeburgo |  |
|                                           |                                  | Elisabetta di Anhalt-Zerbst               |                                        |  |  |       |  |  | Cristiano di Brandeburgo-Bayreuth |  |  |                                 |  |
| Ermanno Augusto di Brandeburgo-Bayreuth   |                                  |                                           |                                        |  |  |       |  |  | Cristiano di Brandeburgo-Bayreuth |  |  |                                 |  |
|                                           |                                  | Maria di Hohenzollern                     | Alberto Federico di Prussia            |  |  |       |  |  |                                   |  |  |                                 |  |
|                                           |                                  | Maria di Hohenzollern                     | Alberto Federico di Prussia            |  |  |       |  |  |                                   |  |  |                                 |  |
|                                           |                                  | Maria di Hohenzollern                     | Maria Eleonora di Jülich-Kleve-Berg    |  |  |       |  |  |                                   |  |  |                                 |  |
| Cristiano Ernesto di Brandeburgo-Bayreuth |                                  | Maria di Hohenzollern                     |                                        |  |  |       |  |  |                                   |  |  |                                 |  |
|                                           |                                  | Gioacchino Ernesto di Brandeburgo-Ansbach | Giovanni Giorgio di Brandeburgo        |  |  |       |  |  |                                   |  |  |                                 |  |
|                                           |                                  | Gioacchino Ernesto di Brandeburgo-Ansbach | Giovanni Giorgio di Brandeburgo        |  |  |       |  |  |                                   |  |  |                                 |  |
|                                           |                                  | Gioacchino Ernesto di Brandeburgo-Ansbach | Elisabetta di Anhalt-Zerbst            |  |  |       |  |  |                                   |  |  |                                 |  |
| Sofia di Brandeburgo-Ansbach              |                                  | Gioacchino Ernesto di Brandeburgo-Ansbach |                                        |  |  |       |  |  |                                   |  |  |                                 |  |
|                                           |                                  | Sofia di Solms-Laubach                    | Giovanni Giorgio I di Solms-Laubach    |  |  |       |  |  |                                   |  |  |                                 |  |
|                                           |                                  | Sofia di Solms-Laubach                    | Giovanni Giorgio I di Solms-Laubach    |  |  |       |  |  |                                   |  |  |                                 |  |
|                                           |                                  | Sofia di Solms-Laubach                    | Margarethe von Schönburg-Glauchau      |  |  |       |  |  |                                   |  |  |                                 |  |
| Giorgio Guglielmo di Brandeburgo-Bayreuth |                                  | Sofia di Solms-Laubach                    |                                        |  |  |       |  |  |                                   |  |  |                                 |  |
|                                           | Giovanni Federico di Württemberg | Federico I di Württemberg                 |                                        |  |  |       |  |  |                                   |  |  |                                 |  |
|                                           | Giovanni Federico di Württemberg | Federico I di Württemberg                 |                                        |  |  |       |  |  |                                   |  |  |                                 |  |
|                                           | Giovanni Federico di Württemberg | Sibilla di Anhalt                         |                                        |  |  |       |  |  |                                   |  |  |                                 |  |
| Eberardo III di Württemberg               | Giovanni Federico di Württemberg |                                           |                                        |  |  |       |  |  |                                   |  |  |                                 |  |
|                                           |                                  | Barbara Sofia di Brandeburgo              | Gioacchino III Federico di Brandeburgo |  |  |       |  |  |                                   |  |  |                                 |  |
|                                           |                                  | Barbara Sofia di Brandeburgo              | Gioacchino III Federico di Brandeburgo |  |  |       |  |  |                                   |  |  |                                 |  |
|                                           |                                  | Barbara Sofia di Brandeburgo              | Caterina di Brandeburgo-Küstrin        |  |  |       |  |  |                                   |  |  |                                 |  |
| Sofia Luisa di Württemberg                |                                  | Barbara Sofia di Brandeburgo              |                                        |  |  |       |  |  |                                   |  |  |                                 |  |
|                                           |                                  | Giovanni Casimiro di Salm-Kyrburg         | …                                      |  |  |       |  |  |                                   |  |  |                                 |  |
|                                           |                                  | Giovanni Casimiro di Salm-Kyrburg         | …                                      |  |  |       |  |  |                                   |  |  |                                 |  |
|                                           |                                  | Giovanni Casimiro di Salm-Kyrburg         | …                                      |  |  |       |  |  |                                   |  |  |                                 |  |
| Anna Caterina Dorotea di Salm-Kyrburg     |                                  | Giovanni Casimiro di Salm-Kyrburg         |                                        |  |  |       |  |  |                                   |  |  |                                 |  |
|                                           |                                  | Dorotea di Solms-Laubach                  | …                                      |  |  |       |  |  |                                   |  |  |                                 |  |
|                                           |                                  | Dorotea di Solms-Laubach                  | …                                      |  |  |       |  |  |                                   |  |  |                                 |  |
|                                           |                                  | Dorotea di Solms-Laubach                  | …                                      |  |  |       |  |  |                                   |  |  |                                 |  |
|                                           |                                  | Dorotea di Solms-Laubach                  |                                        |  |  |       |  |  |                                   |  |  |                                 |  |